# كارلي فيورينا
كارلي فيورينا (بالإنجليزية: Carly Fiorina) هي سياسية جمهورية أمريكية وسيدة أعمال سابقة والرئيسة الحالية لمنظمة Good360 الغير ربحية .

## روابط خارجية
- كارلي فيورينا على موقع IMDb (الإنجليزية)
- كارلي فيورينا على موقع الموسوعة البريطانية (الإنجليزية)
- كارلي فيورينا على موقع روتن توميتوز (الإنجليزية)
- كارلي فيورينا على موقع مونزينجر (الألمانية)
- كارلي فيورينا على موقع إن إن دي بي (الإنجليزية)